# Mosquée El Bradia

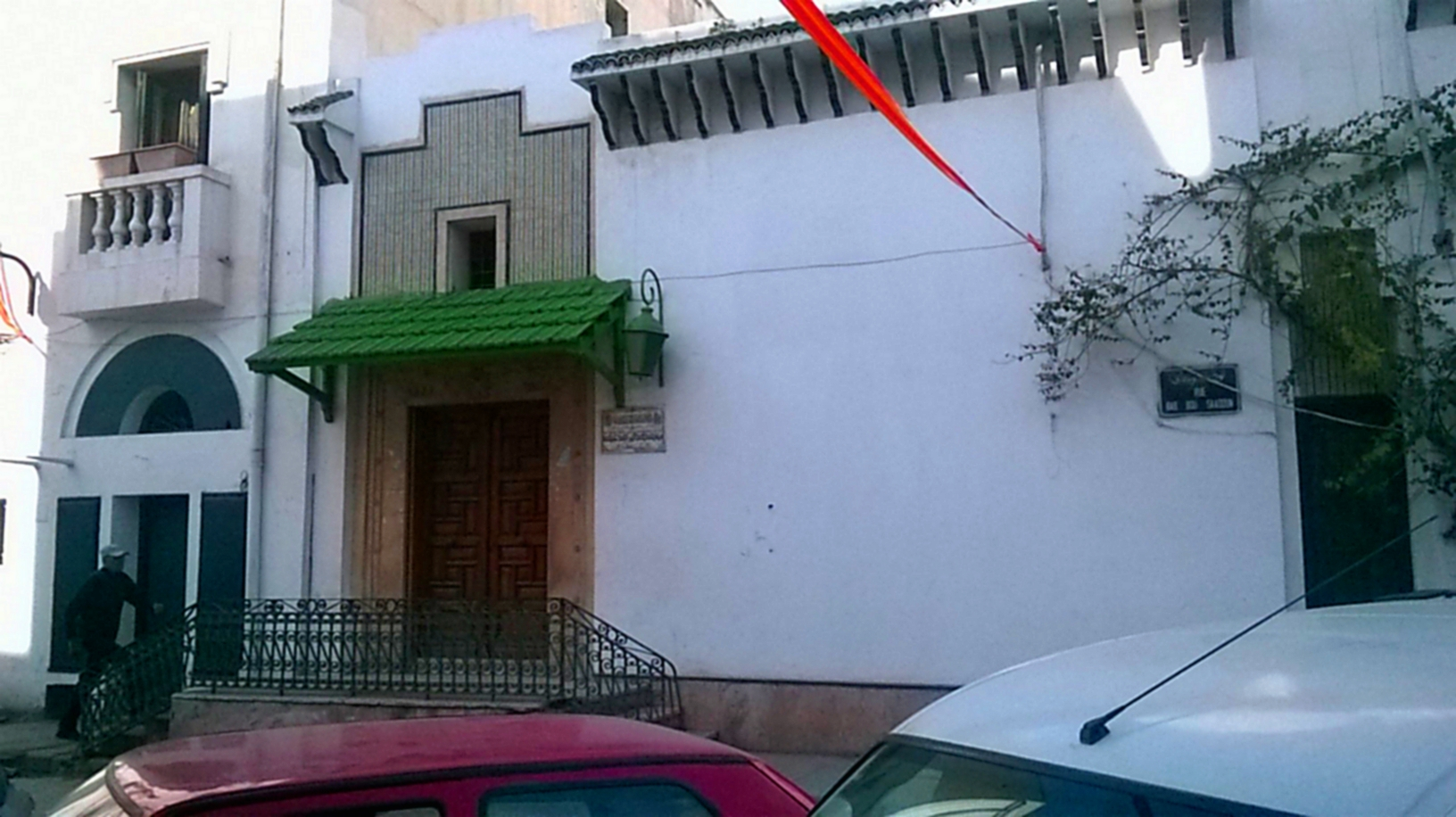
Vue de la mosquée El Bradia

La mosquée El Bradia (arabe : مسجد البرادعيّة) est une mosquée tunisienne située au nord de la médina de Tunis, dans le faubourg de Bab Souika.

## Localisation

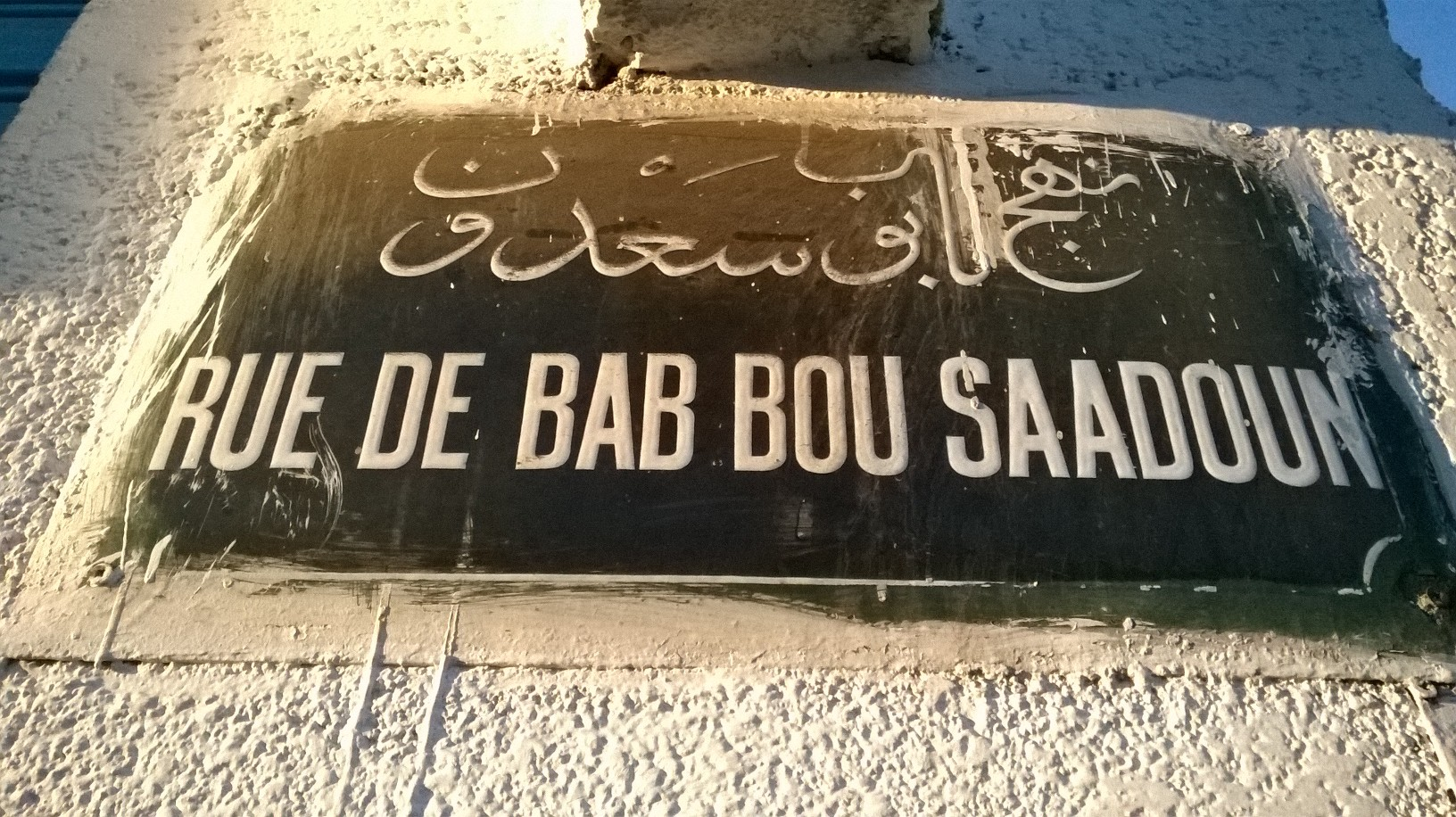
Plaque métallique indiquant la rue Bab Bou Saadoun

Elle se trouve au numéro 1 de la rue Bab Bou Saadoun.

## Étymologie
Elle est baptisée en référence aux fabricants de selles de cheval, dites bardaa en arabe (arabe : بَرْدَعَة), qui se localisent aux alentours de cet édifice.

## Histoire
Elle est construite au XVe siècle, sous le règne hafside.

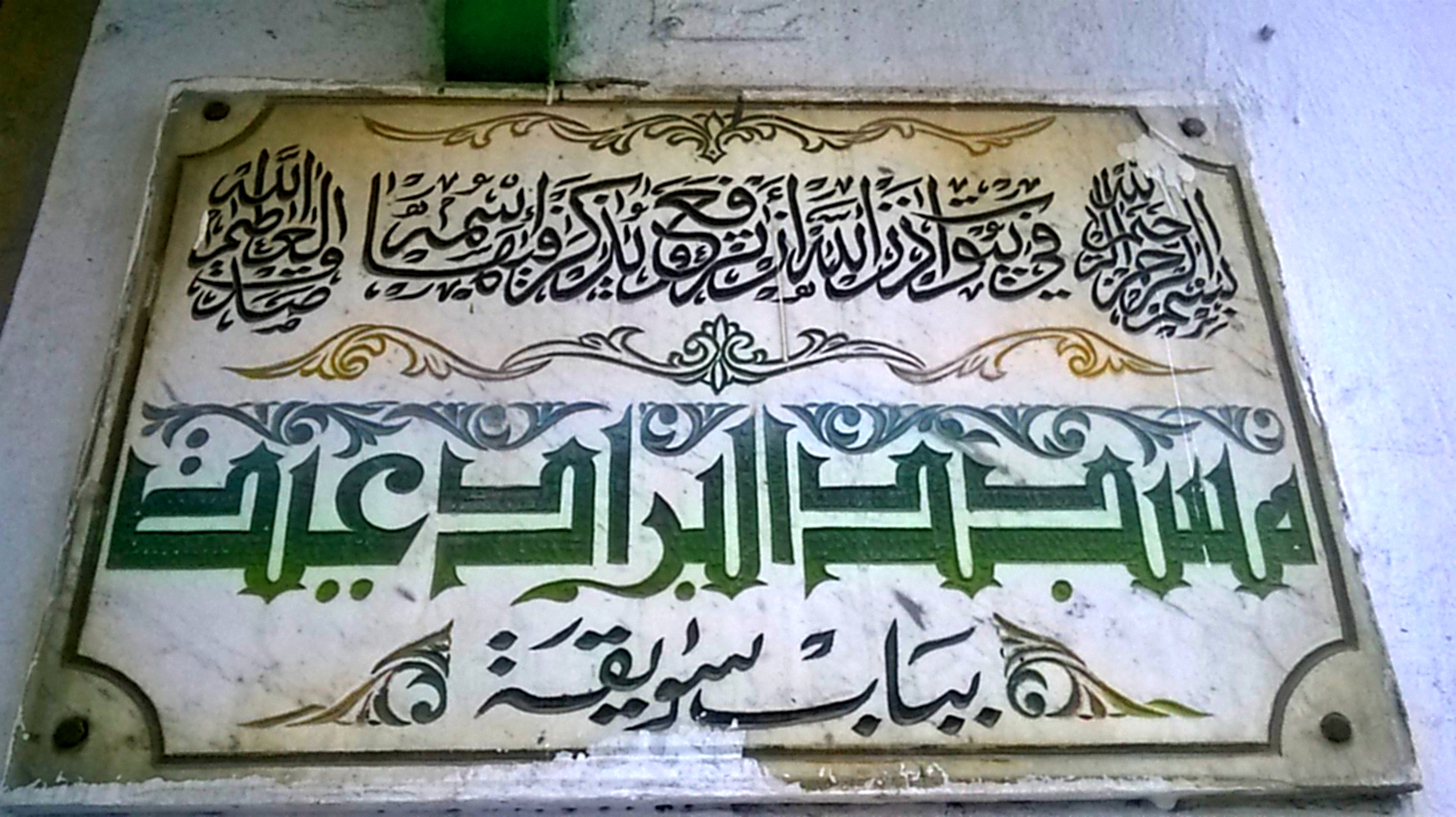
Plaque en marbre indiquant le nom de la mosquée, sa localisation et une citation du Coran
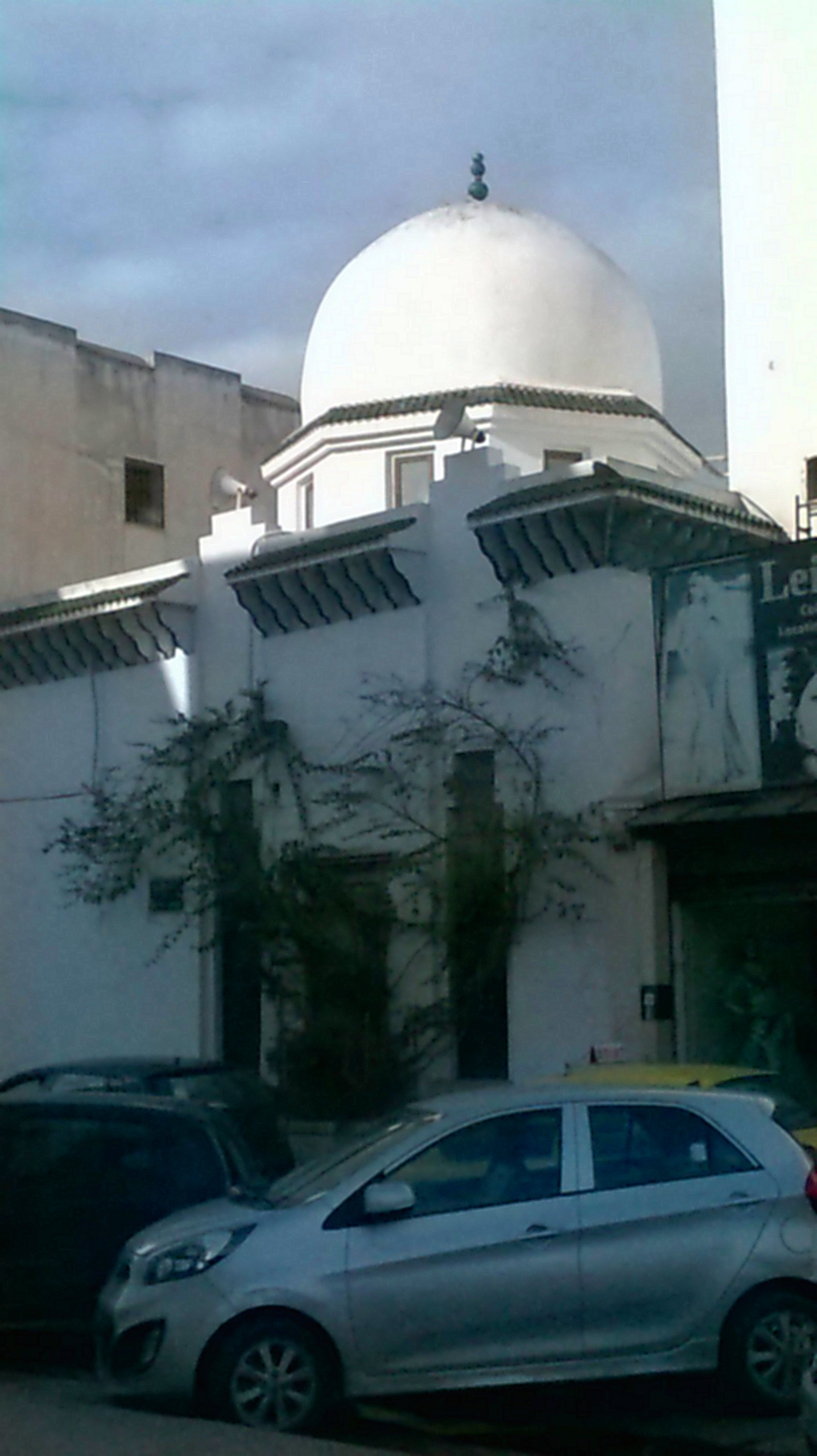
Dôme de la mosquée